# Türkân Akyolová
Türkân Akyolová (12. října 1928 Istanbul – 7. září 2017 Ankara) byla turecká politička, lékařka a akademička. Byla první ženou, která se stala tureckou vládní ministryní, a první ženou, která byla zvolena rektorkou turecké univerzity.

## Mládí
Türkan Akyolová se narodila 12. října 1928 v tureckém Istanbulu. Její otec byl štábním důstojníkem a Akyolová tak základní vzdělání absolvovala na různých místech Turecka. V roce 1947 vystudovala dívčí střední školu Erenköy v Istanbulu.

## Akademická kariéra
V roce 1953 vystudovala medicínu na Ankarské univerzitě. Stala se lékařkou se specializací na pneumologii a na své alma mater dále pokračovala v akademické kariéře. V roce 1965 se stala docentkou a v roce 1970 řádnou profesorkou. V letech 1959–1965 Akyolová absolvovala akademické stáže ve Spojených státech amerických (na Albert Einstein College of Medicine), Francii a Nizozemsku.
V roce 1980 byla zvolena rektorkou Ankarské univerzity a stala tak první ženou v této funkci v Turecku. Na této pozici působila až do roku 1982, kdy ji opustila kvůli neshodám s Radou vysokého školství. Na univerzitě přednášela ale až do roku 1983, kdy společně s Erdalem İnönüem založila stranu Sosyal Demokrasi Partisi (SODEP, Strana sociální demokracie) a stala se její místopředsedkyní.

## Politická kariéra
Dne 25. března 1971 byla jmenována ministryní zdravotnictví a sociálního zabezpečení ve vládě Nihata Erima a stala se tak první ženou v turecké vládě. Dne 13. prosince téhož roku však na svou funkci ve vládě rezignovala a vrátila se na univerzitu.
Türkan Akyolová se po parlamentních volbách v roce 1987 dostala do parlamentu jako poslankyně za provincii İzmir. Na konci volebního období v roce 1991 se vrátila zpět na univerzitu. V roce 1992 byla jmenována ministryní pro záležitosti žen a rodiny v koaliční vládě Süleymana Demirela. V roce 1993 byla opět jmenována na stejnou ministerskou pozici ve vládě Tansu Çillerové, první ženy na pozici turecké premiérky.
Akyolová zemřela v nemocnici v Ankaře dne 7. září 2017 ve věku 88 let. Po náboženském pohřbu v mešitě v Maltepe byla pohřbena na hřbitově Karşıyaka. Byla matkou dvou dětí.

## Odkaz
Je po ní pojmenována nemocnice v Burse.